# Liberdade, 222
Liberdade, 222, anteriormente conhecido como Edifício do Lloyds Bank, actualmente sede do Banco Bilbao Vizcaya Argentaria, é um edifício pós-moderno localizado na Rua Rodrigues Sampaio, n.º 47 a 47A, na Avenida da Liberdade, n.º 222 e na Rua Barata Salgueiro, n.º 6 a 6B, na freguesia de Santo António, Lisboa.
É um projecto do arquitecto Nunes de Almeida e foi distinguido com o Prémio Valmor em 1988.
A sua utilização tem sido sempre de escritórios de administração bancária, tendo passado do Lloyds para o BBVA.

## Galeria

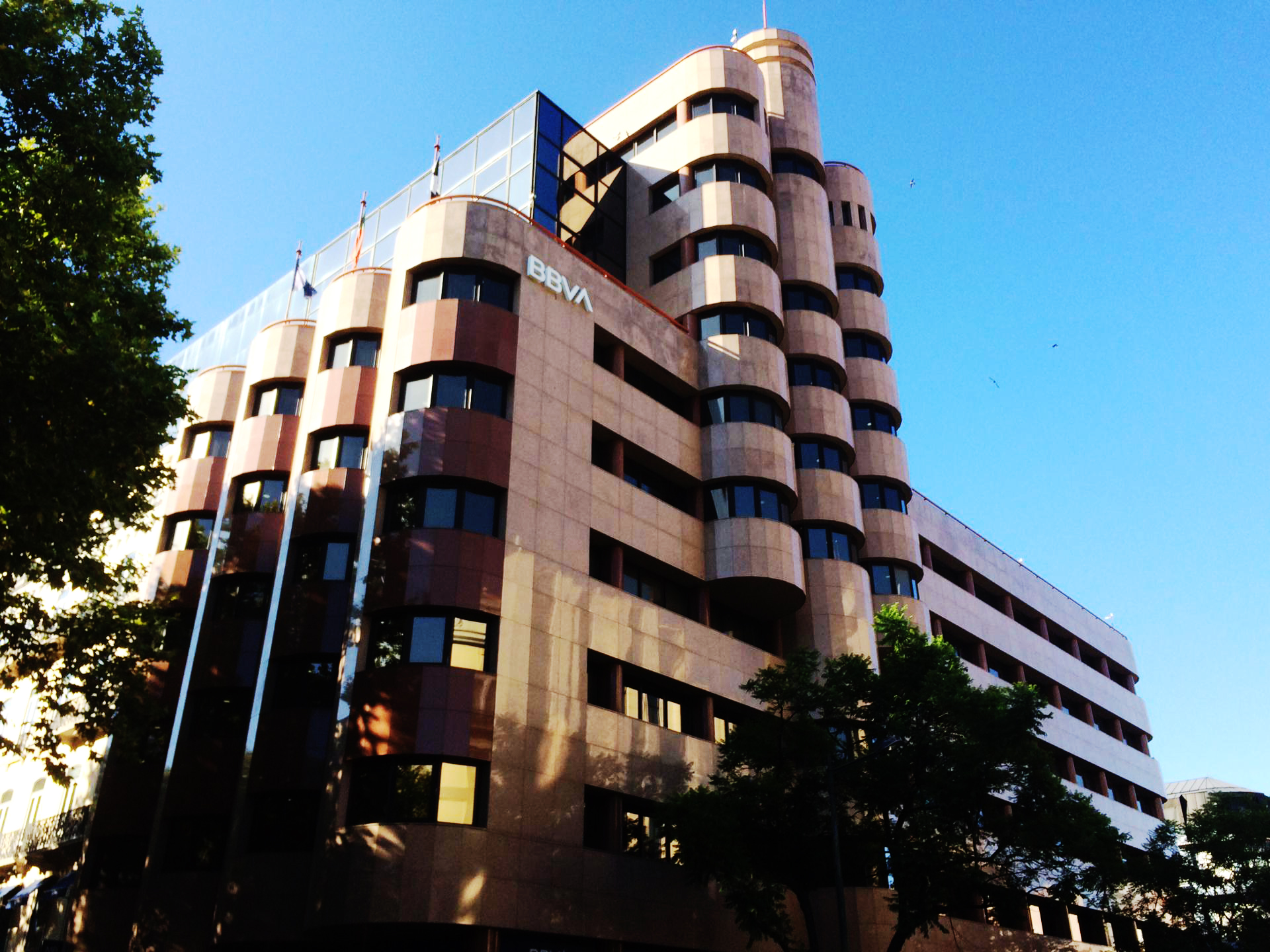
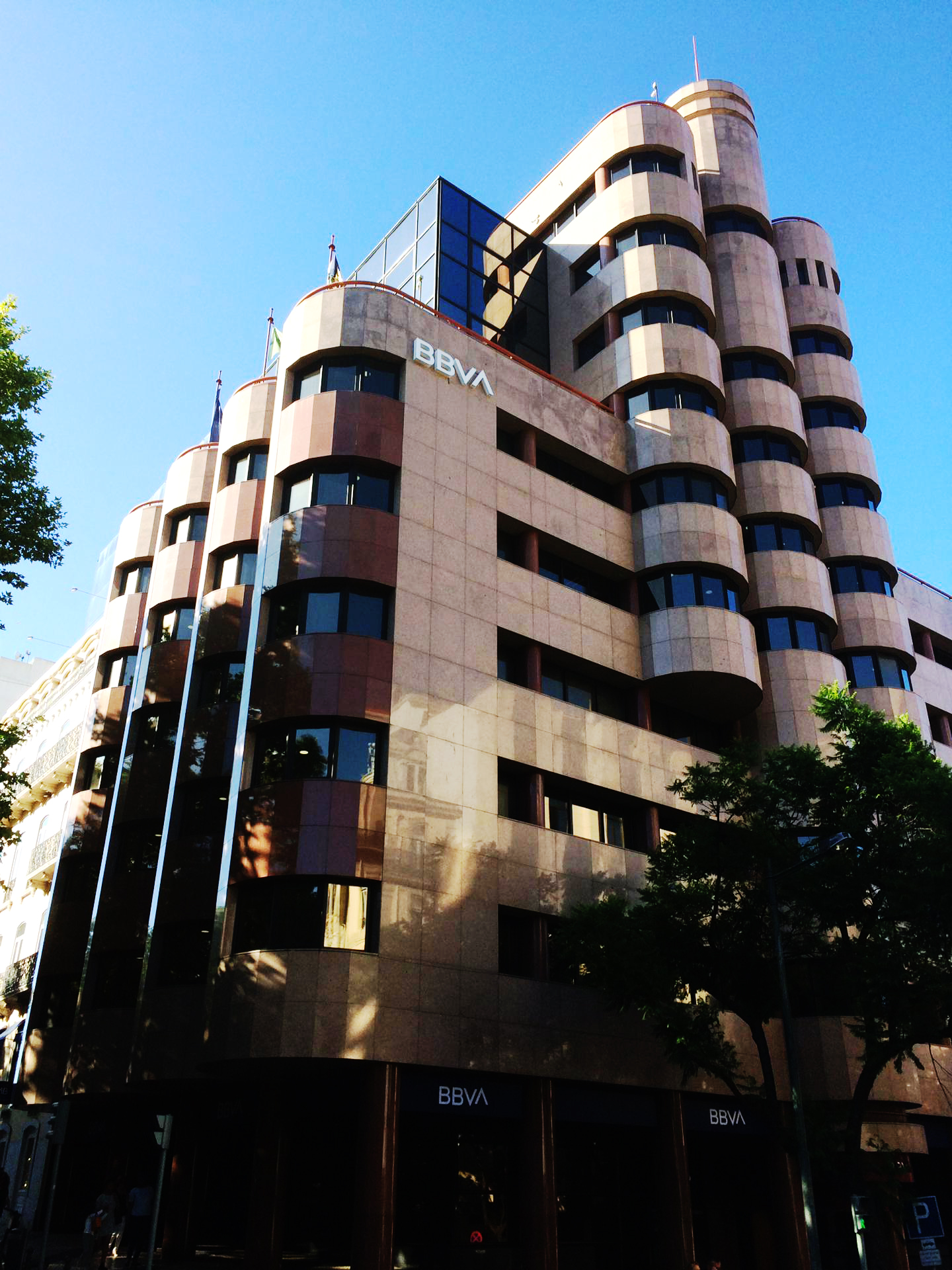
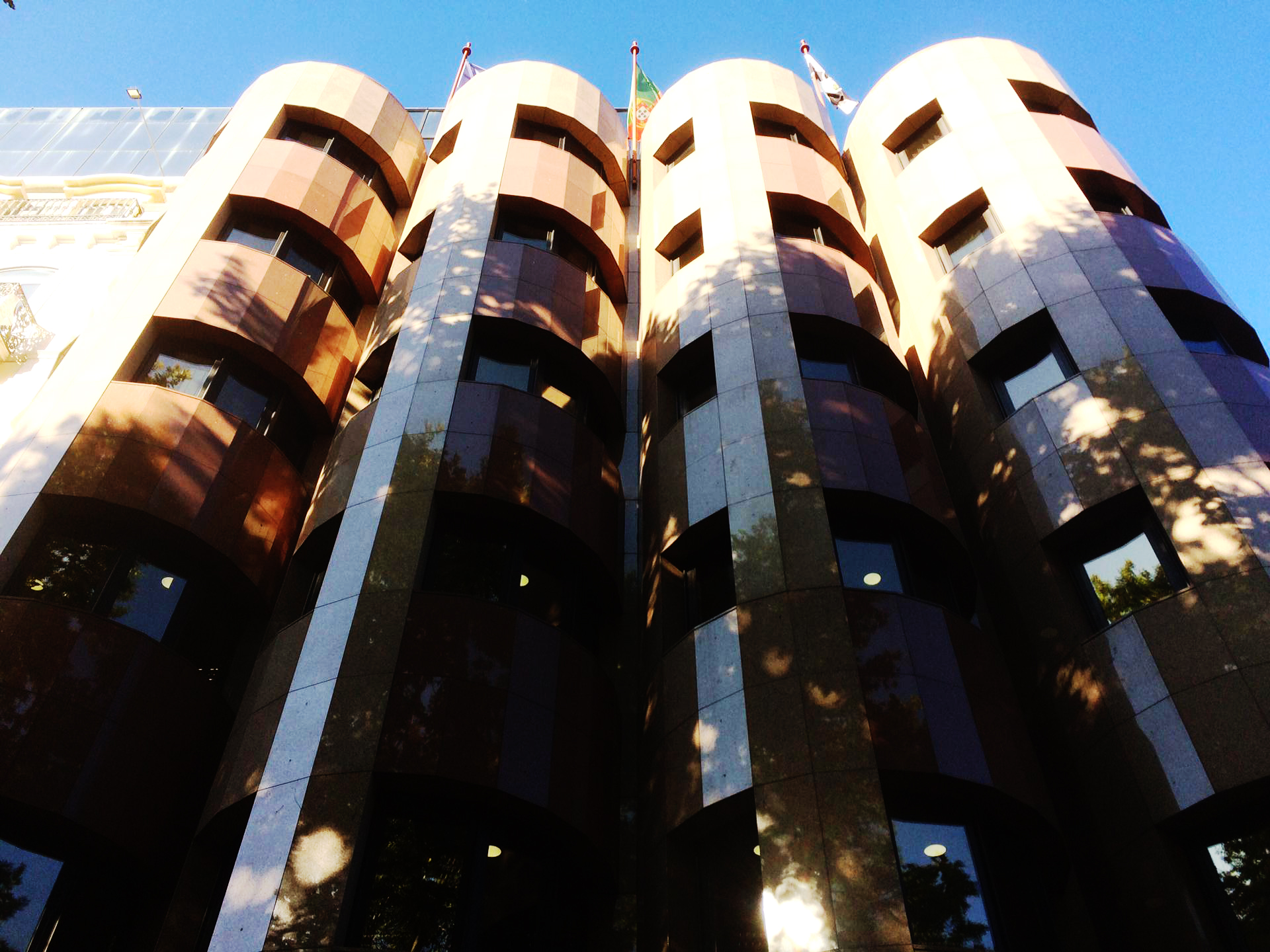
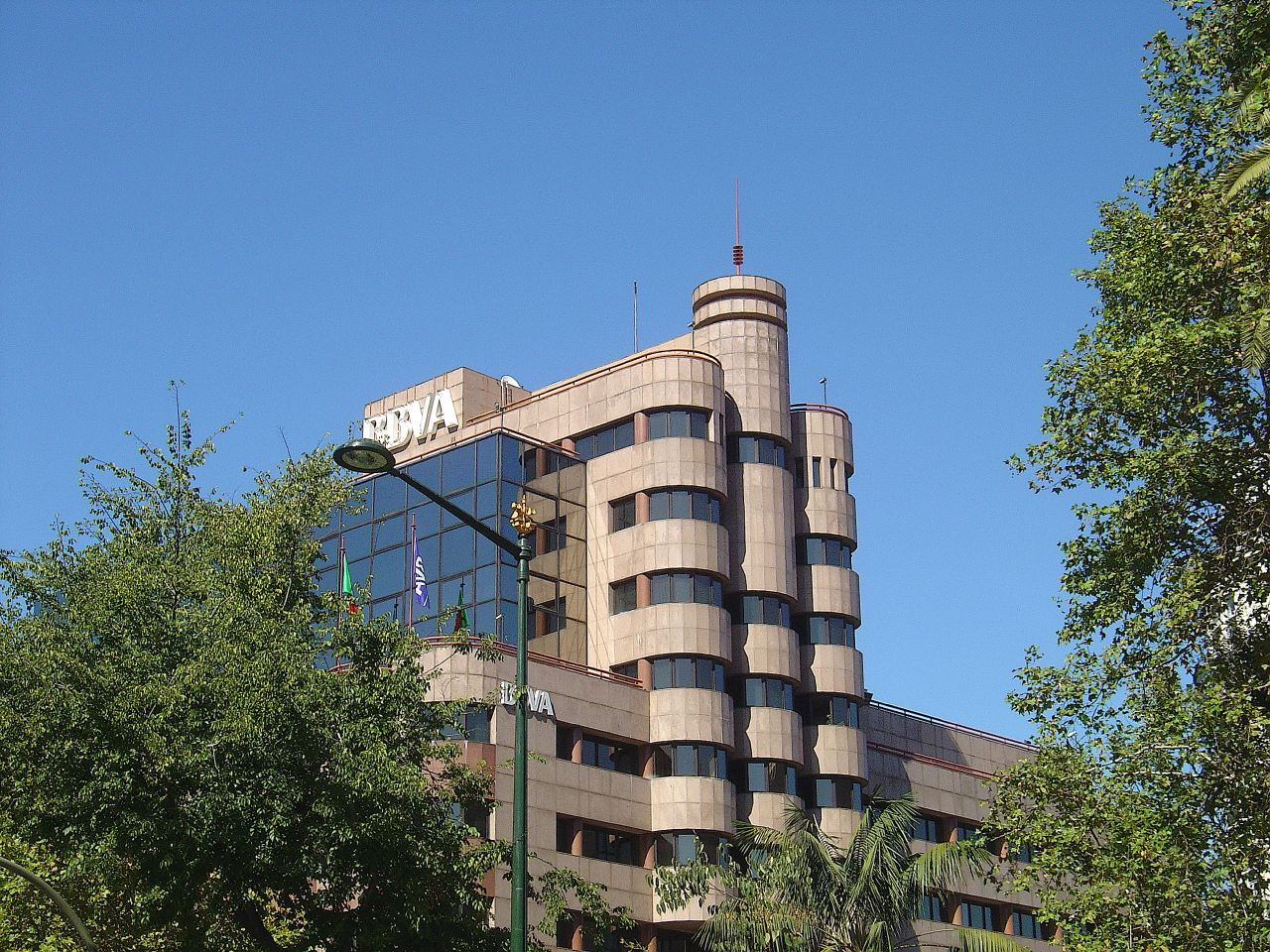
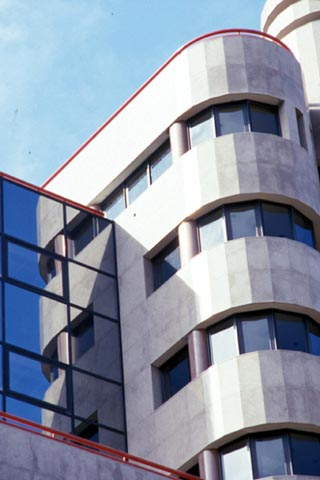